# Preston North End F.C.
Preston North End Football Club er en engelsk fodboldklub fra Preston i Lancashire, der spiller i den næstbedste række Championship. 

## Historie
Klubben er to gange engelsk mester (1889 og 1890), og to gange FA Cup-vindere (1889 og 1938). Derudover er det blevet til yderligere 5 FA Cup-finaler. 
Preston North End var den første klub i engelsk fodbold nogensinde til at gå ubesejret i en sæson, hvilke de gjorde i 1888-89 sæsonen. Dette er sidenhen kun blev opnået en gang, af Arsenal i 2003-04 sæsonen.
Berømte tidligere spillere er Tom Finney, Sam Allardyce, Sammy McIlroy og David Beckham.

## Spillertruppen
Oversigten er opdateret til og med 12. maj 2025
| Nr. | Land       | Position | Spiller              |
| --- | ---------- | -------- | -------------------- |
| 1   | England    | MM       | Freddie Woodman      |
| 2   | Skotland   | FO       | Ryan Porteous        |
| 7   | Irland     | AN       | Will Keane           |
| 3   | England    | FO       | Jayden Meghoma       |
| 4   | England    | MI       | Ben Whiteman         |
| 5   | England    | FO       | Jack Whatmough       |
| 6   | Skotland   | FO       | Liam Lindsay         |
| 8   | Nordirland | MI       | Ali McCann           |
| 9   | Danmark    | AN       | Emil Riis            |
| 11  | Irland     | MI       | Robbie Brady         |
| 12  | Wales      | AN       | Ched Evans           |
| 10  | Danmark    | MI       | Mads Frøkjaer-Jensen |
| 13  | Wales      | MM       | David Cornell        |
| 14  | England    | FO       | Jordan Storey        |
| 16  | Wales      | FO       | Andrew Hughes        |
| 18  | England    | MI       | Ryan Ledson          |
| 19  | England    | FO       | Lewis Gibson         |
| 20  | England    | AN       | Sam Greenwood        |

| Nr. | Land        | Position | Spiller                  |
| --- | ----------- | -------- | ------------------------ |
| 21  | Wales       | MM       | James Pradic             |
| 22  | Island      | MI       | Stefán Teitur Thórdarson |
| 28  | Jugoslavien | AN       | Milutin Osmajic          |
| 29  | England     | FO       | Kaine Kesler-Hayden      |
| 26  | Tyskland    | FO       | Patrick Bauer            |
| 30  | England     | MI       | Kian Taylor              |
| 36  | Irland      | FO       | Josh Seary               |
| 44  | England     | MI       | Brad Potts               |
| 32  | Polen       | FO       | Kacper Pasiek            |

### Udlånt
| Nr. | Land    | Position | Spiller                                            |
| --- | ------- | -------- | -------------------------------------------------- |
| 7   | England | MI       | Tom Baylis (Udlånt til Wigan Athletic)             |
| 10  | England | MI       | Josh Harrop (Udlånt til Fleetwood Town)            |
| 14  | England | FO       | Jordan Storey (Udlånt til Sheffield Wednesday)     |
| 26  | Irland  | MI       | Adam O'Reilly (Udlånt til St. Pats)                |
| 27  | England | AN       | Jacob Holland-Wilkinson (Udlånt til Bamber Bridge) |

| Nr. | Land     | Position | Spiller                                       |
| --- | -------- | -------- | --------------------------------------------- |
| 30  | England  | MI       | Jack Baxter (Udlånt til Radcliffe)            |
| 34  | Skotland | FO       | Lewis Coulton (Udlånt til Warrington Town)    |
| 38  | England  | AN       | Joe Rodwell-Grant (Udlånt til Lancaster City) |
| 40  | Wales    | MI       | Jamie Thomas (Udlånt til Halifax Town)        |